# V hladomoří
V hladomoří este o arie protejată (arie specială de conservare — SAC, sit de importanță comunitară — SCI) din Republica Cehă întinsă pe o suprafață de 146,64 ha, integral pe uscat.

## Localizare
Centrul sitului V hladomoří este situat la coordonatele 49°54′27″N 14°24′05″E / 49.9075°N 14.401389°E.

## Înființare
Situl V hladomoří a fost declarat sit de importanță comunitară în aprilie 2005 pentru a proteja 1 specie de animale. Situl a fost protejat și ca arie specială de conservare în martie 2017.

## Biodiversitate
Situată în ecoregiunea continentală, aria protejată conține 5 habitate naturale: Păduri de stejar și carpen Galio-Carpinetum, Tufărișuri subcontinentale peripanonice, Pajiști panonice carstice (Stipo-Festucetalia pallentis), Păduri pe pante, grohotișuri și ravene de Tilio-Acerion, Pante stâncoase silicioase cu vegetație casmofită.
La baza desemnării sitului se află o specie protejată de  nevertebrate: Euplagia quadripunctaria.